# Tanaecia bougainvillei
Tanaecia bougainvillei är en fjärilsart som beskrevs av Corbet 1941. Tanaecia bougainvillei ingår i släktet Tanaecia och familjen praktfjärilar. Inga underarter finns listade i Catalogue of Life.